# رایپرتسویلر
رایپرتسویلر (به فرانسوی: Reipertswiller) یک کمون در فرانسه با جمعیت ۹۷۱ نفر است که در با-رن واقع شده‌است.